# Pelourinho de Vila Nova de Anços
O Pelourinho de Vila Nova de Anços é um pelourinho situado na freguesia de Vila Nova de Anços, no município de Soure, distrito de Coimbra, em Portugal.
Está classificado como Imóvel de Interesse Público.